# Myldretid
Myldretid er en betegnelse for de tidsrum på dagen, hvor flest mennesker transporterer sig til og fra arbejde, studier, skole etc. Myldretiden er derfor oftest det tidspunkt på dagen hvor der er mest trafik på vejene, og flest passagerer med kollektiv trafik. Ofte kan der i myldretiden opstå trængsel – når mængden af trafik overstiger kapaciteten. Det giver sig udslag i kø på veje og motorveje, og fyldte tog og busser.
I den kollektive trafik, især den lokale og regionale trafik, har man ofte særlige myldretidslinjer – dvs. bus- eller toglinjer der kun kører i myldretiden. Man kan også sætte flere vogne på tog, eller øge antallet af afgange.
Der kan også være særlige begrænsninger for f.eks. pensionistkort (f.eks. i københavnske S-tog), cykler (Københavns Metro) antallet af skolerejser eller lign.
På veje og motorveje kan der være særlige hastighedsgrænser eller særlige baner for at undgå kødannelse.
En dag har typisk to myldretider:
- Morgenmyldretiden, ofte fra kl. 6 til kl. 9, hvor de fleste tager på arbejde, i skole eller til uddannelsesinstitution.
- Eftermiddagsmyldretiden, ofte fra kl. 15 til kl. 18, hvor de fleste er på vej hjem.

Morgenmyldretiden er typisk mest koncentreret, mens eftermiddagsmyldretiden strækker sig over længere tid (da især skoleelever og uddannelsessøgende får tidligt fri), og der samtidig er mange på vej til og fra indkøb, fritidsaktiviteter, besøg etc. Derfor vil der typisk være mest trængsel i morgenmyldretiden – da den har de værste spidsbelastningstidspunkter – mens der er flest rejsende i eftermiddagsmyldretiden. Myldretiderne kan variere meget mellem enkelte vejstrækninger og bus- eller toglinjer, med lokale og regionale forskelle, og forskelle fra by til by og fra land til land.